# Филипп (Хорев)
Фили́пп (в миру Фили́пп Андре́евич Хорев, в мантии Филаре́т, 1802—1869) — схимонах Русской православной церкви, основатель Пещерной обители и киновии Боголюбовой Богоматери при Гефсиманском ските, близ Свято-Троицкой Сергиевской лавры.

## Биография
По происхождению из крестьян, он родился в деревне Стряпково Владимирской губернии.
Как крепостной, Филипп Андреевич Хорев исполнял все работы на барщине и был дважды женат; наконец принял на себя юродство Христа ради. Десять лет странствовал он по разным монастырям и городам, терпеливо перенося усталость, голод, холод, душную тюрьму и тяжелую пересылку по этапу, и все это ради спасения души своей.
В 1847 году он поселился в Троице-Сергиевой лавре, но не долго прожил с братиею: для безмолвия он удалился в ближайший лес и вырыл себе там пещеру; к нему присоединилось еще несколько монахов, и таким образом основалась пещерная обитель освященная в 1851 году пещерной церковью во имя Архангела Михаила.
В это же время он постригся в монашество с именем Филарета и совершенно оставил юродство. В скором времени, из-за возникших конфликтов, Филарет вынужден был оставить пещеры и избрал себе другое место уединения, тоже близ Троицкой лавры. 2 сентября 1859 года была освящена церковь и на новом месте жительства подвижника — киновия Боголюбовой Богородицы.
Усилившиеся недуги и ожидание смерти побудили Филарета принять в 1863 году схиму с именем Филиппа. В 1867 году схимонах Филипп должен был оставить киновию вследствие пущенной недоброжелателями молвы, будто там делаются фальшивые деньги; с тремя сыновьями (тоже монахами) он побывал в нескольких монастырях и незадолго перед смертью (1868) возвратился в киновию.
Филипп пользовался большою популярностью и был известен даже Императору российскому Александру II Николаевичу.
Филипп Хорев скончался 18 мая 1869 года в основанной им обители.